# Магомедов, Магомедгаджи Шамильевич
Магомедгаджи Шамильевич Магомедов (2 июня 2006) — российский тхэквондист. Призёр чемпионата России.

## Биография
В конце ноября 2022 года одержал победу на Международном турнире Russian open подмосковном Красногорске. В начале января 2022 года выиграл бронзовую медаль на Всероссийском турнире «Кубок Эльбруса» в Нальчике. В конце января 2023 года одержал победу на Всероссийском рейтинговом турнире в Ростове-на-Дону. В начале февраля 2023 года победил на Первенстве СКФО среди юниоров и юниорок 15-17 лет в Нальчике. В середине февраля 2023 года завоевал серебряную медаль на Всероссийском турнире «Кубок президента Союза тхэквондо России» в Черкесске. В начале марта 2023 года на Первенстве СКФО среди спортсменов в возрасте от 16 лет до 21 года в Нальчике стал серебряным призёром. В начале апреля 2023 года в Казани завоевал серебряную медаль  на первенстве России по тхэквондо среди юниоров в возрасте до 21 года. В середине августа 2023 года стал серебряным призёром Всероссийского турнира на Кубке президента Союза тхэквондо России в подмосковном Одинцово. В конце августа 2023 года в Черкесске выиграл чемпионат СКФО.В начале марта 2024 года в Буйнакске победил на Первенстве Дагестана среди юниоров и юниорок до 21 года. В середине марта 2024 года в Москве стал серебряным призёром на Всероссийском турнире «Патриот». 19 марта 2024 года ему было присвоено звание мастер спорта России. В апреле 2024 года в Подмосковном Одинцово, одержав пять побед, выиграл Первенство России среди юниоров до 21 года. В конце мая 2024 года в городе Люберцы Московской области завоевал бронзовую медаль на Всероссийских соревнованиях среди студентов. В июне 2024 года в составе сборной России принимал участие в тренировочном сборе в Иордании.

## Достижения
- Первенство России по тхэквондо среди юношей 12-14 лет 2019 — ;
- Первенство Европы по тхэквондо среди юношей 12-14 лет 2019 — ;
- Первенство России по тхэквондо среди юниоров до 21 года 2023 — ;
- Первенство России по тхэквондо среди юниоров до 21 года 2024 — ;
- Чемпионат России по тхэквондо 2024 — ;